# Национально-демократическая партия Германии (ГДР)
Национа́льно-демократи́ческая па́ртия Герма́нии — консервативная партия в Германской Демократической Республике в 1948—1990 годах.

## История

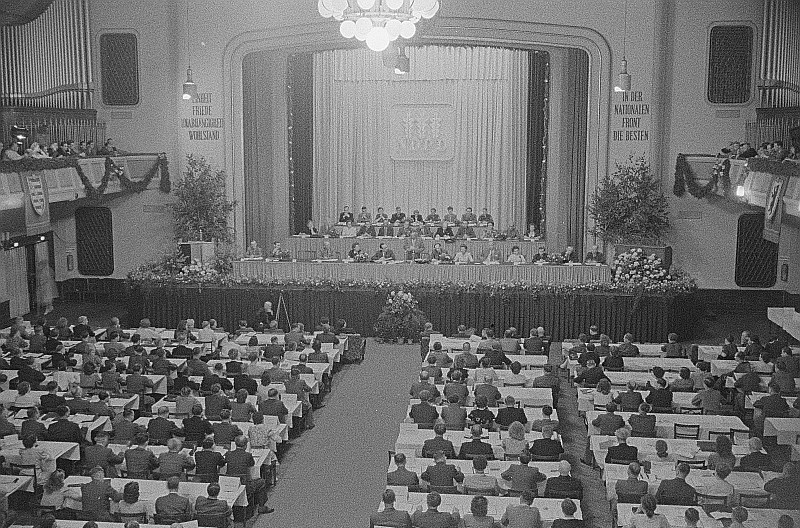
Съезд НДПГ. Лейпциг, 1950 год

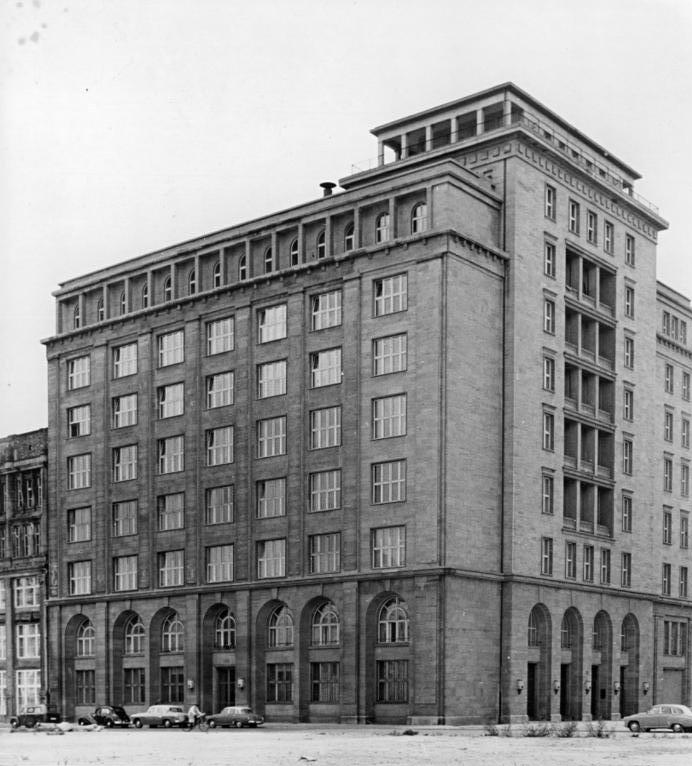
Штаб-квартира НДПГ. Берлин, Фридрихштрассе

Созданная в 1948 г., по некоторым не имеющим подтверждения версиям, по инициативе И. В. Сталина с целью вовлечения формально незапятнанных в военных преступлениях бывших членов НСДАП и служащих вермахта в политическую систему Восточной Германии. СВАГ разрешила новой партии использовать лозунг: «Против марксизма — за демократию!». Первым генеральным секретарем НДПГ стал бывший член КПГ Лотар Больц, его заместителем, а позже преемником — Генрих Гоманн (Хайнрих Хоман), бывший член НСДАП и офицер вермахта, побывавший в советском плену и входивший в созданный в СССР Национальный комитет «Свободная Германия». В октябре 1948 года в НДПГ насчитывалось всего две тысячи членов. В правительстве Отто Гротеволя представитель НДПГ получил пост министра по делам восстановления.
На пике популярности НДПГ в начале 1950-х годов в ней состояло более 200 тысяч членов. На выборах в Народную палату ГДР выступала как часть Национального фронта ГДР и, как и другие формально самостоятельные партии, поддерживала правительство по всем вопросам.
С конца 1950-х влияние партии падает, так как СЕПГ всё больше концентрирует власть в своих руках и избавляется от популярных деятелей в оппозиционных партиях. В частности, был отправлен в отставку и попал под наблюдение Штази видный деятель НДПГ, генерал-лейтенант В. Мюллер.
Самостоятельно приняла участие в выборах 1990 года (единственные свободные выборы в Народную палату) и потерпела фиаско, получив 44292 голоса (0,38 %), то есть меньше, чем на тот момент номинально имела членов. После объединения Германии вошла в состав СвДП.

## Организационная структура
НДПГ состояла из окружных ассоциаций (Bezirksverband), окружные ассоциации из районных ассоциаций (Kreisverband), районные ассоциации из первичных единиц (Grundeinheit).
Высший орган — съезд (Parteitag), между съездами — главный комитет (Hauptausschuss), исполнительные органы — центральное правление (Zentralvorstand) и секретариат главного комитета (Sekretariat des Hauptausschusses), высшее должностное лицо — партийный председатель (Parteivorsitzender), высший контрольный орган — центральная комиссия партийного контроля (Zentrale Parteikontrollkommission).
Окружные ассоциации
Окружные ассоциации соответствовали округам.
Высшие органы окружных ассоциаций — окружная конференция (Bezirkskonferenz), между окружными конференциями — окружной комитет (Bezirksausschuss), исполнительный орган — секретариат окружного комитета (Sekretariat des Bezirksausschusses), высшие должностные лица окружных ассоциаций — окружные председатели (Bezirksvorsitzender), контрольный орган окружной ассоциации — окружная комиссия партийного контроля (Bezirksparteikontrollkommission).
Районные ассоциации
Районные ассоциации соответствовали районам, городам районного подчинения и округам Берлина.
Высший орган районной ассоциации — районная конференциями (Kreiskonferenz), между районными конференциями — районный комитет (Kreisvorstand), исполнительный орган — секретариат районного комитета (Sekretariat des Kreisausschusses), высшие должностные лица районных ассоциаций — районные председатели (Kreisvorsitzender), контрольный орган районной ассоциации — районная комиссия партийного контроля (Kreisparteikontrollkommission)
Местные ассоциации
Местные ассоциации (Ortsverband) или местные группы (Ortsgruppe) и соответствовали городам и общинам. Могли создаваться по инициативе первичных единиц.
Высший орган местной ассоциации — местная конференция (Ortskonferenz), между местными конференциями — местный комитет (Ortsausschuss), высшее должностное лицо местной ассоциации — местный председатель (Ortsvorsitzender).
Первичные единицы
Первичные единицы соответствовали предприятиям.
Высший орган первичной единицы — общее собрание (Mitgliederversammlung), между общими собраниями — правление производственной группы (Betriebsgruppenvorstand), высшее должностное лицо первичной единицы — председатель производственной группы (Betriebsgruppenvorsitzender).
Имела учебное заведение — центральную партийную школу.
Партийные издания:
- «Национальная газета» (National-Zeitung) (общегерманская газета)
- «Северогерманские последние новости» (Norddeutsche Neueste Nachrichten) (Мекленбург-Передняя Померания, позже округа Шверин, Росток и Нойбранденбург)
- «Среднегерманские последние новости» (Mitteldeutsche Neueste Nachrichten) (Саксония-Анхальт, позже округа Галле и Магдебург)
- «Бранденбургские последние новости» (Brandenburgische Neueste Nachrichten) (Бранденбург, позже округа Потсдам, Франкфурт на Одере, Котбус)
- «Тюрингенские последние новости» (Thüringer Neueste Nachrichten) (Тюрингия, позже округа Эрфурт, Зуль, Гера)
- «Саксонские последние новости» (Sächsische Neueste Nachrichten) (Саксония, позже округа Дрезден, Лейпциг, Карл-Маркс-Штадт)